# 犬はどこだ
『犬はどこだ』（いぬはどこだ）は2005年7月21日に東京創元社から刊行された米澤穂信の推理小説。

## 概要
犬探し専門を掲げて探偵事務所を開業した紺屋長一郎が、助手の半田平吉と共に開業後初依頼となる調査に取り組む。物語は仕事を分業した長一郎とハンペーの一人称が交互に代わりながら進んでいき、それぞれの調査が交差していくことで真相の全体像を明らかにしていく構成となる。2008年2月29日に創元推理文庫から文庫版が発売された。
本作刊行前まで高校生を主人公とした作品を発表してきた著者が、初めて年齢層を引き上げた主人公を描いた作品。また「自衛」というテーマが根底にあるため、それを反映した結末となる。なお、本作は「〈紺屋S&R〉」の冠を取った「〈S&R〉シリーズ」の第一作として、今後も続編が予定されているが、現在までにシリーズ作としてはこの1作しか刊行されていない。
このミステリーがすごい! 2006年版では8位を記録する。

## あらすじ
皮膚病が原因で仕事を辞めて東京から故郷の谷保市に帰郷した紺屋長一郎は、再出発の道として調査事務所〈紺屋S&R〉を開業した。仕事内容は犬探しのみを標榜していた長一郎だったが、最初の依頼人である佐久良且二から依頼されたのは仕事を辞めて東京から谷保市に戻っているはずの孫娘・桐子を探してほしいというものだった。さらに2人目の依頼人の百地啓三から谷保市と峠道を挟んで隣接している小伏町谷中の神社から見つかった古文書の解読を依頼される。2つの依頼を前に長一郎は、ひょんなことから雇った探偵志望の後輩・半田平吉（ハンペー）に古文書の解読を任せ、自身は桐子の捜索を開始する。
長一郎は、桐子のかつての仕事先や親類そして友人から話を伺っていく内に桐子の足取りを掴んでいく。しかし、そこから浮かび上がったのは桐子の不思議な行動と、窺い知れる人物像の齟齬だった。一方、ハンペーは古文書の謂れを聞こうと歴史の専門家探しに乗り出し、それにより20年前にも同様の調査をしていた亡き郷土史家・江馬常光著の『戦国という中世と小伏』に解読の糸口を見つけるが、練馬ナンバー黒のフォルクスワーゲンビートルに載った何者かが少しずつハンペーに接触し始めていた。さらに江馬の後から古文書を調べていた人物として佐久良桐子の名が浮上する。
やがてチャット仲間の〈GEN〉に手を貸してもらい、桐子の身に起きたトラブルを知った長一郎。紆余曲折を経て古文書の謂れに辿り着いたハンペー。2人の調査が少しずつ交差していったとき、長一郎はこれから発生しようとしている「事件」の全容を突き止める。

### 結末
『戦国という中世と小伏』に記された古文書（制札、借用書）の存在の背景には、戦国時代、他の土地と同様に略奪の危機に晒される中で生きていくための手段を採ってきた谷中の百姓達の姿が映されていた。そして谷中の山中には有事の際の避難生活場及び防御施設として「谷中城」があったと言われていた。
佐久良桐子は、個人サイト内でハンドルネーム〈蟷螂〉にネット上で付き纏われ、やがて〈蟷螂〉に素性を特定され実生活にも手が伸び、彼に自宅に上がられたうえ強姦されてしまっていた。そのために彼女は仕事を辞さざるを得なくなるまで追い詰められていた。閉鎖された個人サイトのログの記述から桐子が且二に気付かれずに且二の家の2階に逃げたことを突き止めた長一郎は、2階に残された日記から桐子が「谷中城」に身を潜めていると推理する。その後、長一郎と勘違いしてハンペーをつけてきた黒ビートルの男で桐子の警護をしていた〈阿部調査事務所〉の探偵・田中から〈蟷螂〉こと間壁良太郎の詳細、警護の隙に襲ってきた間壁を桐子が刺したことを間壁が弱みとして握っていることを伝えられ、ハンペーの調査報告書に目を通したとき、長一郎は桐子失踪に潜む真相に気付く。
ハンペーが『戦国―』を借りに行った図書館の外で出会った学生の鎌手、彼こそが桐子を付け回していた〈蟷螂〉こと間壁良太郎だった。だが、間壁を刺し、谷保市まで逃走した桐子の目的は、谷保市内であえて自身の痕跡を残すことで「谷中城」があったとされる場所に間壁をおびき出し、彼を殺害することにあった。桐子を止めるためハンペーや梓の協力を得て山中の「谷中城」に急行するが、到着した頃にはすでに桐子は犯行を済ませた後だった。全てを失うことなく計画を完遂した桐子を前に長一郎は、且二の依頼を受けて探していたことを告げながら、桐子に何も悟られないように立ち去ることしか出来なかった。
こうして〈紺屋S&R〉初依頼となる案件を解決した長一郎だが、これを境に桐子に襲われるかもしれない恐怖から護身用のナイフを携帯するようになり、番犬の購入を考えるのだった。

## 登場人物

### 〈紺屋S&R（サーチ&レスキュー）〉
紺屋 長一郎（）
25歳。調査事務所〈紺屋S&R〉所長。これまで堅実志向の人生を送り、東京で銀行員の職に就いたが、上京してから アトピー性皮膚炎を発症し、2年間皮膚病に悩まされた末に退職し谷保市に帰郷した。帰郷してから皮膚病はほぼ完治し、半年間家に籠りきりの生活後に自営業を始めようと〈紺屋S&R〉を開業した。チャットも嗜んでおり、ハンドルネームは〈白袴〉。自分と同じように不確定な要因で仕事を失った桐子にシンパシーを感じる長一郎。
半田 平吉（）
長一郎の高校剣道部時代の後輩。小中高から一貫して「ハンペー」と呼ばれてきた。大南から〈紺屋S&R〉のことを聞き、憧れの探偵になるため働かせてほしいと長一郎に頼み、古文書解読を任される形で彼の助手となる。自身からの了承により完全歩合制で雇用されており、普段は夜に宅配便の集荷場でバイトをするフリーターとして過ごしている。

### 〈紺屋S&R〉を取り巻く人物
〈GEN〉
長一郎のチャット相手。〈白袴〉こと長一郎とは直接の面識は無いが、長一郎が大学の頃から知り合い、現在に至るまで長一郎の公私の相談に乗ってくれる良き理解者で、長一郎に自営業を勧めた張本人。自身は高校卒業に就職している。
河村 梓（）
長一郎の3つ下の妹。元春の元に嫁ぎ、元春がマスターの喫茶店〈D&G（ドリッパー&グリッパー）〉でウェイトレスとして働いている。はきはきとした性格で長一郎とは対照的に結婚する前まで奔放な生活を送っていた。長一郎との兄妹仲は淡白だが、長一郎のことを気にかけている。
河村 友春（）
梓の夫で喫茶店〈D&G〉のマスター。美味しいコーヒーを淹れられればいいといった態の穏やかな雰囲気の持ち主。
大南 寛（）
長一郎の友人。小伏町の町役場に勤める公務員で福祉課所属。仕事柄多くの年寄りと接し、長一郎のために老人達に仕事を紹介するが、依頼者となった老人達に伝わった内容にはなぜか「犬探し専門」の要点がすっぽり抜け落ちている。

### その他
佐久良 桐子（）
且二の孫娘。谷保市出身。大学卒業後に上京し、株式会社〈コーングース〉でシステム開発課のSEプログラマをしていたが、突如その仕事を辞めて消息を絶っている。その理由は間壁とのトラブルのすえ、彼に自宅でレイプされたことと2度目に襲われた際に彼を刺したことにあった。その後、間壁を殺害する計画を立てる。
佐久良 且二（）
〈紺屋S&R〉の最初の依頼者の老人。小伏町谷中で農業をしている。谷保市に戻っているはずの桐子の消息が掴めないことを心配し、桐子の捜索を依頼する。
百地 啓三（）
〈紺屋S&R〉2人目の依頼者の老人。小伏町谷中で自治会長を務めており、立て直し予定の公民館に八幡神社で祀られている古文書を飾るため、その古文書の謂れを教育委員会に相談せずに調べてほしいと依頼する。人に話す余地を与えずに喋りだしてしまう性格。
神崎 知徳（）
桐子の元同僚の男性。桐子の交際相手で結婚まで考えていたが、突如会わないように言われたこともあり、桐子の身を案じているため且二とは別件で桐子の捜索を依頼する。
岩茂 隆則（）
谷保市の山北高校教師。バドミントン部顧問。大正明治を専攻している歴史に詳しい人物で、桐子が自由研究で参考にしていた著書『戦国という中世と小伏』をハンペーに教える。
渡辺 慶子（）
町内会の副会長で桐子の友人。旧姓：マツナガ。野犬が出て子供に危害が加わる問題に対処しようとPTAと共に見回りを呼び掛けている。
鎌手（）
中世を専攻している大学生。戦国時代に谷保市と小伏の中間に存在したとされる山城を見つけ卒論を書くために福島からやってきた。その正体は佐久良桐子にストーカー行為を行い、強姦した間壁だった。
田中 五郎（）
東京にある阿部調査事務所の探偵。以前桐子の依頼で身辺警護を担当していたが、それでも襲撃を許してしまったため、ボランティアの仕事として桐子のいる谷保市にやってきた。
間壁 良太郎（）
桐子のストーカー相手。見た目は害のなさそうな男だが、思い込みが激しく、我に大義ありと思うと言動が激しくなる。行動は慎重かつ巧妙。ハドルネームは〈蟷螂〉。